# Tirtha
Tirtha (Sanskrit, n., तीर्थ, tīrtha, „Furt“, „Übergang“) bezeichnet im Hinduismus einen heiligen Ort, der eng mit Wasser verbunden ist. Dies ist im Allgemeinen ein Pilgerort. Der Begriff wurde jedoch auch ausgeweitet auf religiöse Texte, auf gewisse Punkte an der Hand (z. B. Brahma tirtha am Daumenballen) und auf andere Objekte, die als besonders rein und heilig betrachtet werden.
Ursprünglich war ein Tirtha eigentlich nur eine Furt an einem Fluss, also eine Stelle, an der man sicher von einer Seite zur anderen übersetzen konnte. Diese Vorstellung wurde auf die metaphysische Ebene übertragen. Hier stellt ein Tirtha eine Übergangsstelle beziehungsweise einen Knotenpunkt zwischen verschiedenen Welten dar. An diesen Orten ist die Grenzlinie sehr schmal und durchlässig, deshalb ist es an einem Tirtha einerseits für den Menschen leichter Erlösung (moksha) zu erlangen, andererseits steigen gerade hier die Götter gerne von oben herab.
Aus diesen speziellen Orten hat sich in ganz Indien eine Sakralgeographie konstituiert. Bekannt sind vier panindische Tirthas, Wohnsitze der Götter, die das Land begrenzen (Badrinath im Norden, der Jagannath-Tempel im Osten, Rameswaram im Süden, Dvaraka im Westen). Weitere berühmte Tirthas sind die zwölf Jyotirlingas des Shiva, die Shakti-pithas für die Göttin Shakti, die vier Plätze der Kumbh Mela (Haridwar, Prayaga, Nasik, Ujjain) oder die sieben Städte der Erlösung (Ayodhya, Mathura, Haridwar, Varanasi, Kanchipuram, Ujjain und Dvaraka).
In engem Zusammenhang mit dieser Sakralgeographie steht die Pilgerreise (tirtha-yatra) zu den verschiedenen Tirthas. Sie ist seit dem Mahabharata belegt und die Puranas preisen die daraus resultierenden religiösen Verdienste. Sie unterliegt an sich keinen kasten- und geschlechtsspezifischen Beschränkungen und sie verbindet kulturelle Elemente der alten Volkstraditionen mit dem Brahmanismus. So beobachtet man an Tirthas die Ausführung von brahmanischen Riten wie den Opferguß ins Feuer (homa), Ahnenriten (sraddha), Morgen- und Abendmeditation (sandhya) und populäre Volkspraktiken wie Verehrungszeremonien (puja), gemeinsames Singen religiöser Lieder (kirtana), andächtiges Hören mythologischer Erzählungen oder religiöse Prozessionen (jatra). Im heutigen Hinduismus nimmt die Pilgerreise als Ausdruck der Religiosität eine zentrale Stellung ein.